# Carphophis amoenus
Carphophis amoenus är en ormart som beskrevs av Thomas Say 1825. Carphophis amoenus ingår i släktet Carphophis och familjen snokar. IUCN kategoriserar arten globalt som livskraftig.
Arten förekommer i östra USA från östra Missouri, östra Arkansas och östra Louisiana till Atlanten. Den saknas i Florida. I bergstrakter når Carphophis amoenus 1300 meter över havet. Arten hittas ofta vid kanter av träskmarker eller jordbruksmark i områden med träd eller buskar.
Carphophis amoenus gräver i det översta jordskiktet och i lövskiktet. Under tider med kallt väder grävs djupa bon. Honor lägger ägg.

## Underarter
Arten delas in i följande underarter:
- C. a. amoenus
- C. a. helenae